# Anomiopus lacordairei
Anomiopus lacordairei är en skalbaggsart som beskrevs av Waterhouse 1891. Anomiopus lacordairei ingår i släktet Anomiopus och familjen bladhorningar. Inga underarter finns listade i Catalogue of Life.